# 彭景直
彭景直（?—?），唐朝瀛州河间人。
唐中宗景龙末年，为太常博士。当时献陵、昭陵、乾陵三陵都是每天祭祀，彭景直认为按礼，陵墓不每天祭祀，宗庙按月祭祀，所以设有设庙、祧、坛、墠，立七庙、一坛、一墠。现在诸陵朔、望进献食品祭祀，是近古之事。唐朝应该择古为法，罢除诸陵每天祭祀。唐中宗还是命令乾陵应朝晡进奠如故，昭、献二陵每日一进。费用可减皇帝常膳省下。唐中宗崩，葬定陵，有司决定以和思皇后祔葬，和思皇后被武则天所杀，不知其丧所，于是通过招魂仪式合葬，彭景直因为招魂不合古礼。请效法《汉书郊祀志》葬黄帝衣冠于桥山的旧例，纳皇后的祎衣，用衣魂车，以太牢相祭，安置在中宗棺右，盖上夷衾。唐睿宗同意。”彭景直后官至礼部郎中去世。